# Bianchet
Bianchet es una empresa suiza fabricante de relojes de lujo, conocida por crear relojes esqueleto con tourbillon y forma de tonel.

## Descripción general
Bianchet fue fundada por Rodolfo Festa Bianchet y Emmanuelle Festa Bianchet en 2017, cuando Rodolfo era un empresario exitoso en el sector de la tecnología financiera y Emmanuelle Festa Bianchet era periodista y artista.
La firma fue la primera empresa relojera que desarrolló toda la arquitectura del movimiento de sus relojes y las cajas utilizando el número áureo y la sucesión de Fibonacci como base de diseño. También diseñó el primer reloj con forma de tonel en carbono capaz de resistir una presión de 10 ATM o 100 metros de profundidad en el agua, utilizando un compuesto de alta densidad patentado formado por carbono y polvo de titanio.
Tras fundar la empresa en 2017, Bianchet presentó su prototipo en el Baselworld de 2019. Dos años más tarde, la empresa lanzó su primer reloj, el Tourbillon B 1.618 Openwork, en los Geneva Watch Days y participó en el Grand Prix D'Horlogerie de Ginebra. El mismo año, Bianchet abrió su primera sala de exposición en Neuchâtel. En 2022 presentó las nuevas ediciones limitadas Tourbillon B 1.618 en los Geneva Watch Days. A partir de 2023 pasó a ser una marca asociada de los Geneva Watch Days y sus relojes se distribuyen en 22 países.
La firma ganó un premio Swiss Watch en octubre de 2023 cuando su Flying Tourbillon Grande Date fue nombrado el Mejor Reloj de Nueva Empresa en los Premios Temporis International en Zúrich. El reloj fue seleccionado por un jurado de expertos de la industria de todo el mundo, incluidos los notables relojeros Philippe Dufour, Kari Voutilainen y Romain Gauthier, junto con periodistas especializados, minoristas e influencers.
Con motivo de la Semana del Reloj de Ginebra de 2024, Bianchet presentó su Flying Tourbillon Sport GMT, que permite la lectura simultánea de dos zonas horarias. Equipado con un tourbillon de titanio de fabricación propia, el movimiento del reloj está adornado con una cúpula terrestre giratoria sincronizada con la aguja horaria.

## Patrocinios y socios
En junio de 2022, Bianchet se convirtió en el primer socio oficial de relojes y cronometraje de la Polo Rider Cup en Chantilly. La firma siguió siendo el socio oficial de relojes y cronometraje en 2023 en Saint-Tropez.
Desde 2022 la compañía ha sido socio comercial de la organización sin ánimo de lucro Big Blue Ocean. Ambas organizaciones contribuyen a la limpieza de los océanos, la protección de los animales marinos vulnerables y la provisión de recursos educativos gratuitos.
En 2023 y 2024, Bianchet ha fichado a varias figuras públicas como embajadores de su marca, entre las que figuran el tenista búlgaro Grigor Dimitrov, el piloto de carreras Stefano Costantini, el surfista Francisco Porcella, y el tenista kazajistano Aleksandr Búblik.
En 2024, Bianchet se convirtió en el socio oficial de cronometraje del equipo de la Fórmula E Maserati MSG Racing. La asociación se inauguró con una edición limitada del Tourbillon Volante B 1.618 Grande Date característico de la marca en colaboración con el equipo de carreras. El lanzamiento tuvo lugar durante 2024 durante el E-Prix de Mónaco.